# الدوري المغربي لكرة القدم القسم الثالث
الدوري المغربي لكرة القدم القسم الثالث حيت يضم 16ناديا يتأهل البطل و الوصيف إلى الدوري المغربي القسم الثاني. 